# Australian Indoor Championships 1975
L'Australian Indoor Championships 1975 è stato un torneo di tennis giocato cemento indoor dell'Hordern Pavilion di Sydney in Australia. Il torneo fa parte del Commercial Union Assurance Grand Prix 1975. Si è giocato dal 13 al 19 ottobre 1975.

## Campioni

### Singolare maschile
Stan Smith ha battuto in finale  Robert Lutz con il punteggio di 7–6, 6–2

### Doppio maschile
Brian Gottfried /  Raúl Ramírez hanno battuto in finale  Ross Case /  Geoff Masters con il punteggio di [8–6]